# 6 Armia (III Rzesza)

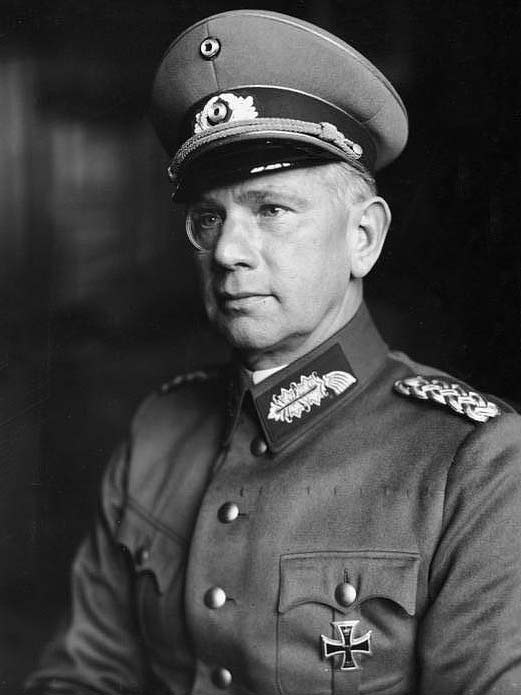
Feldmarszałek Walter von Reichenau

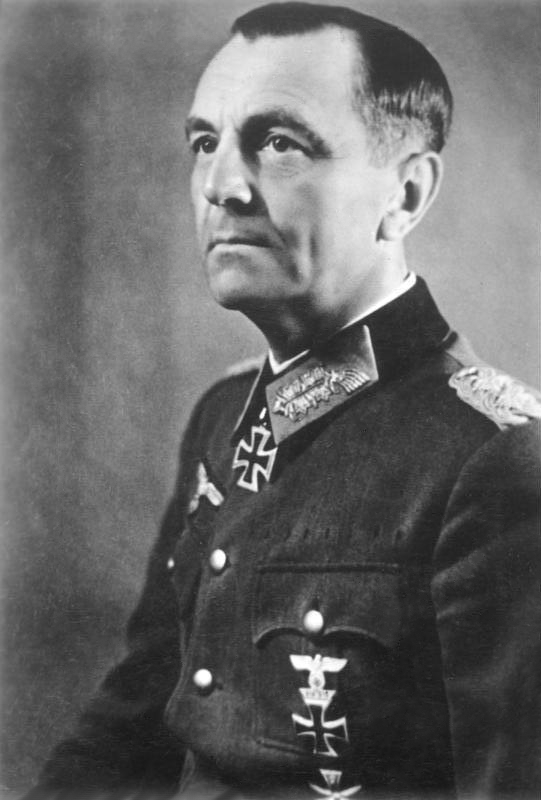
gen. płk. Friedrich Paulus

6 Armia (Grupa Armijna Balck, Grupa Armijna Fretter-Pico, niem. 6. Armee) – jedna z niemieckich armii, uczestniczyła w agresjach na Polskę i Francję oraz w ataku na Związek Radziecki, skapitulowała w Stalingradzie.
Utworzona została w 1939 roku jako 10 Armia i pod tą nazwą uczestniczyła w agresji na Polskę. Przemianowanie na 6 Armię miało miejsce 10 października 1939 roku.  Pod nazwą 6 Armii brała udział w inwazjach na Belgię i Francję (w składzie Grupy Armii B) oraz w ataku na ZSRR (w składzie Grupy Armii Południe), gdzie walczyła przeciw Armii Czerwonej od 22 czerwca 1941 do 2 lutego 1943 roku. 
W czasie bitwy o Stalingrad w której uczestniczyła, walcząc w okrążeniu i odcięciu od 23 listopada 1942 roku do 2 lutego 1943 roku, została podporządkowana Grupie Armii Don. Skapitulowała 31 stycznia 1943 roku w Stalingradzie przed Armią Czerwoną, a dowódca 6 Armii gen. Friedrich Paulus oddał się do radzieckiej niewoli, następnego dnia po otrzymaniu awansu do stopnia feldmarszałka. Razem z nim do niewoli trafili szef sztabu gen. Arthur Schmidt, adiutant i grupa oficerów sztabowych.
Odtworzono ją w marcu 1943 roku w południowej Rosji z Odcinka Armijnego Hollidt. Dalej walczyła na froncie wschodnim, w sierpniu 1944, wraz z większością Grupy Armii Południowa Ukraina, została ponownie niemal doszczętnie zniszczona. Jej resztki posłużyły do kolejnego odtworzenia armii, zwanej dodatkowo we wrześniu 1944 Grupą Armijną Fretter-Pico, a w okresie styczeń – marzec 1945 Grupą Armijną Balck.

## Dowództwo armii
Dowódcy:
- marsz. Walter von Reichenau (10 października 1939 – styczeń 1942)
- gen. płk/feldmarszałek Friedrich Paulus (styczeń 1942 – 2 lutego 1943, kapitulacja)
- gen. płk Karl-Adolf Hollidt (5 marca – listopad 1943)
- gen. Maximilian de Angelis (listopad – grudzień 1943)
- gen. płk Karl-Adolf Hollidt (grudzień 1943 – kwiecień 1944)
- gen. Maximilian de Angelis (kwiecień – lipiec 1944)
- gen. Maximilian Fretter-Pico (lipiec – grudzień 1944)
- generał wojsk pancernych Hermann Balck (grudzień 1944 – 6 maja 1945, kapitulacja)

Szefowie sztabu:
- gen. mjr Friedrich Paulus (do 3.09.1940)
- gen. mjr Ferdinand Heim (3.09.1940 - 15.05.1942)
- gen. por. Arthur Schmidt (15.05.1942 - do kapitulacji)
- gen. mjr Walther Wenck (6.03.1943 - 10.03.1943)
- gen. mjr Max Hermann Bork (10.03.1943 - 15.04.1944)
- gen. mjr Helmuth Voelter (20.04.1944 - 9.08.1944)
- gen. mjr Ludwig Heinrich (Heinz) Gaedcke (15.08.1944 - do kapitulacji)[4]

## Struktura organizacyjna
Jednostki armijne w 1943 roku: 306 Wyższe Dowództwo Artylerii, 593 Komendantura Tyłów, 549 pułk łączności i 541  Dowództwo Zaopatrzenia
Skład w maju 1940 roku:
- XXVII Korpus Armijny
- IV Korpus Armijny
- XI Korpus Armijny
- VI Korpus Armijny
- XXXX Korpus Armijny
- 3 Dywizja Pancerna
- 4 Dywizja Pancerna
- oddział SS

Skład 22 czerwca 1941 roku:
- LV Korpus Armijny
- XVII Korpus Armijny
- XVII Korpus Armijny

Skład w styczniu 1942 roku:
- XXIX Korpus Armijny
- XVII Korpus Armijny
- LI Korpus Armijny
- 62 Dywizja Piechoty

Skład w lutym 1943 roku:
- XIV Korpus Armijny
- VIII Korpus Armijny
- LI Korpus Armijny
- XI Korpus Armijny
- IV Korpus Armijny
- 14 Dywizja Pancerna

Skład w czerwcu 1944 roku:
- VII Korpus Armijny
- XXXXIV Korpus Armijny
- LII Korpus Armijny
- XXX Korpus Armijny
- 3 Dywizja Pancerna
- 13 Dywizja Pancerna

Skład w lutym 1945 roku:
- I Korpus Kawalerii
- IV Korpus SS
- III Korpus Armijny
- II Korpus Armijny

Skład 12 kwietnia 1945 roku:
- III Korpus Pancerny
- IV Korpus Pancerny SS